# Mattias Falck
Mattias Falck, född Karlsson den 7 september 1991 i Augerum, är en svensk bordtennisspelare. Sommaren 2018 gifte han sig och bytte efternamn från Karlsson till Falck.

## Karriär
Falck var med i Sveriges lag vid herrarnas lagtävling i olympiska sommarspelen 2016. Falck tog två medaljer vid Europamästerskapen i bordtennis 2016. Han tog silver tillsammans med Matilda Ekholm i mixeddubbel och brons tillsammans med Kristian Karlsson i herrdubbeln. Han var en del av Sveriges lag som tog brons i Världsmästerskapen i bordtennis 2018. I maj 2018 var Falck med och vann SM-guld med Halmstad BTK. I april 2019 vann han VM-silver i singel. Han förlorade mot kinesen Ma Long i finalen.
Vid olympiska sommarspelen 2020 i Tokyo blev Falck utslagen i den tredje omgången i singel av egyptiern Omar Assar med 4–3 i set.
Tillsammans med Kristian Karlsson tog Falck VM-guld i herrdubbel 2021 när de slog Sydkoreas  Jang Woo-jin och Lim Jong-hoon. Det var Sveriges första VM-guld i herrdubbel sedan 1991. Vid EM 2022 vann paret åter guld, denna gång efter seger mot Österrikes Daniel Habesohn och Robert Gardos i finalen. Mattias Falck  var också en del av det vinnande laget i lag EM i bordtennis i Malmö 2023. Det var då första gången på hela 21 år som Sverige stod som segrare i lagsammanhang i bordtennis. I Sveriges lag ingick även Truls Möregårdh, Anton Källberg, Kristian Karlsson och Jon Persson. Jörgen Persson var förbundskapten.